# Барсуково (Липецкая область)
Барсуко́во — деревня Леснолокотецкого сельсовета Становлянского района Липецкой области.
Расположена на левом берегу реки Локотцы. На противоположной её стороне — деревня Мещерка. Барсуково находится в 1 км к северо-западу от центра поселения деревни Лесные Локотцы.
В начале XVIII века деревня входила в состав села Богородицкое-Локотцы, а первым её владельцем был Порфирий Иванович Барсуков.
В 1924 году в Барсукове, на базе созданного Дмитрием Арцыбашевым в 1903 — 1905 годах дендропарка, была организована Лесостепная опытно-селекционная станция (ЛОСС), сегодня это Мещерский дендрарий. Первым её директором был Н. К. Вехов. Сегодня на площади 542 га собрано около 2 тыс. пород деревьев и кустарников.

## Население
| 2010 |
| ---- |
| 428  |